# Штрафний майданчик
Штрафни́й майда́нчик (карний майданчик) — елемент футбольного поля, в якому всі порушення правил караються сильніше, ніж порушення правил на інших ділянках футбольного поля. 
Це зона, у якій воротар може грати руками, а команда, яка порушила правила у своєму штрафному майданчику, карається пенальті.
Штрафний майданчик розмічається на кожній половині поля таким чином:
Із точок на відстані 16,5 м (18 ярдів) від внутрішньої сторони кожної стійки воріт, під прямим кутом до лінії воріт, вглиб поля проводяться дві лінії. На відстані 16,5 м (18 ярдів) ці лінії з'єднуються іншою лінією, паралельною лінії воріт. В межах штрафного майданчика, по центру лінії воріт і на відстані 11 м (12 ярдів) від неї, наноситься 11-метрова відмітка. За межами штрафного майданчика проводиться дуга радіусом 9,15 м (10 ярдів), центр котрої збігається з 11-метровою відміткою. Ця лінія допомагає судді правильно розмістити гравців під час пробиття пенальті (всі гравці, крім того, хто б'є, повинні знаходитися на відстані не ближче 9,15 м від 11-метрової відмітки, позаду м'яча і за межами штрафного майданчика).